# هايدكي أراي
هايدكي أراي (باليابانية: 新井英樹؛ بالكانا: あらい ひでき) هو مانغاكا ياباني، ولد في 15 سبتمبر 1963 في يوكوهاما في اليابان.